# Jovy Marcelo
Edward Jovy Marcelo (* 21. Juli 1965 in Quezon City; † 15. Mai 1992 in Indianapolis, Indiana) war ein philippinischer Autorennfahrer. Er gewann 1991 die Atlantic Championship.

## Karriere
Jovy Marcelo kommt aus einer Motorsportfamilie. Sein Vater Eddie Marcelo war Dragster-, Motorrad- und Motorbootrennen gefahren. Sein Bruder John Marcelo war zunächst auch als Autorennfahrer aktiv und nahm später an Jet-Ski-Rennen teil.
Marcelo begann seine Motorsportkarriere im Alter von elf Jahren im Kartsport. Mit der Unterstützung seines Vaters debütierte er 1989 im Formelsport. Er trat zunächst in der britischen Formel Vauxhall und 1990 in der neuseeländischen Formel Pazifik an. 1990 fing Marcelo zudem an, in den Vereinigten Staaten, wo er studierte, Rennen zu fahren.
Marcelo startete zunächst in der Atlantic Championship. Sein Hauptaugenmerk lag auf der West-Serie, wo er hinter Mark Dismore Vizemeister wurde. Darüber hinaus trat er auch in der Ost-Serie an. 1991 ging Marcelo erneut in der Atlantic Championship, in der sich ab dieser Saison die West- und Ost-Serie zusammengeschlossen hatten, an den Start. Mit Siegen in Lime Rock und Nazareth gewann er je ein Rennen auf einem Oval- bzw. Straßenkurs. Marcelo entschied die Meisterschaft mit 157 zu 153 Punkten vor Jimmy Vasser, der sechs Rennen gewonnen hatte, für sich. 1992 nahm Marcelo an einem Atlantic-Championship-Rennen teil.
1992 lag Marcelos Hauptaugenmerk allerdings auf der Indy Car World Series. Er hatte dort bei Euromotorsport ein Cockpit in einem Lola-Cosworth erhalten. Nachdem er beim Saisonauftakt in Surfers Paradise auf dem 14. Platz ins Ziel gekommen war, schied er in den nächsten zwei Rennen aus und belegte jeweils die 19. Position. Am 15. Mai hatte Marcelo im Training zum nächsten Rennen, dem Indianapolis 500, einen tödlichen Unfall. Er verlor in der Kurve 1 die Kontrolle über sein Fahrzeug und schlug mit der linken Seite in die Streckenbegrenzung ein. Im Krankenhaus wurde sein Tod festgestellt. Marcelo erlag schweren Kopf- und Brustverletzungen. Marcelos Unfall war der dritte schwere Unfall auf dem Indianapolis Motor Speedway innerhalb weniger Tage. Am 7. Mai zog sich Nelson Piquet schwere Fußverletzungen zu, am 9. Mai brach sich Hiro Matsushita sein rechtes Bein.

## Persönliches
Marcelo war verheiratet und Vater zweier Söhne.

## Statistik

### Karrierestationen
| - 1989: Britische Formel Vauxhall - 1990: Neuseeländische Formel Pazifik - 1990: Atlantic Championship West (Platz 2) | - 1990: Atlantic Championship Ost (Platz 31) - 1991: Atlantic Championship (Meister) - 1992: Indy Car World Series (Platz 43) | - 1992: Atlantic Championship |